# Entrammes

Entrammes este o comună în departamentul Mayenne, Franța. În 2009 avea o populație de 2,173 de locuitori.